# 希特拉度·比連尼
希特拉度·路易士·比連尼（葡萄牙語：Hilderaldo Luiz Bellini，1930年6月7日—2014年3月20日）是一名前意大利裔巴西足球運動員，司職後衛，他是協助巴西奪得1958年世界盃及1962年世界盃冠軍的主要功臣之一。比連尼於2014年3月20日在聖保羅去世，享年83歲，原因是阿爾茨海默病引起的併發症導致心臟驟停。

## 球員生涯
比連尼的球員生涯於華斯高展開，隨後先後效力聖保羅及帕拉尼恩斯。比連尼於1957年首次代表巴西國家隊上陣，翌年以隊長身份出席1958年世界盃，並首次奪得冠軍；四年後再次帶領巴西成功衛冕冠軍；1966年再次以隊長身份出席1966年世界盃。巴西足協為了紀念首次奪得世界盃冠軍，在1960年馬拉簡拿球場入口處建造一座銅像，以比連尼高舉雷米金盃的一刻作為模樣。比連尼在1957年至1966年代表巴西國家隊上陣達51次出場。

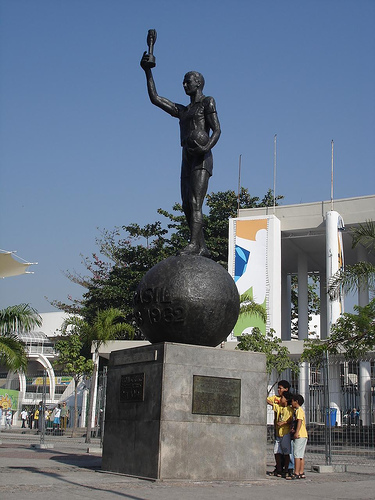
馬拉簡拿球場入口處的比連尼銅像

## 榮譽

### 球會
華斯高
- 卡里奧卡錦標賽: 1952, 1956, 1958
- 里奧盃: 1953
- 里約-聖保羅錦標賽: 1958

### 國家隊
巴西
- 國際足協世界盃: 1958, 1962

### 個人
- 國際足協世界盃全明星隊: 1958年